# 慢慢接受
〈慢慢接受〉是美國創作歌手艾力克·班傑明於2018年11月16日的單曲，收錄於班傑明的混音帶。歌曲由艾力克·班傑明、諾蘭爵士和邁克爾·波拉克共同創作，之後還與加拿大歌手艾莉希亞·卡拉推出雙人合唱版本，以及與米凱爾·莫哈合作推出法語版本。
歌曲推出後獲得巨大的成功。成功登上各國音樂排行榜，並躋身前40名。獲得美國、英國等9個國家的白金唱片認證。截至2020年5月，歌曲已累積超過6.4億串流次數。

## 製作與發行
〈慢慢接受〉時長2分49秒，是一首另类摇滚流行歌曲。旋律主要由吉他、碎拍節奏與班傑明輕柔的高音聲線構成，官方榜單公司表示班傑明具有電影般的低傳真電聲聲音。歌曲以升C小調創作，每分鐘75拍，班傑明的音域範圍位在B3至B5，由艾力克·班傑明、諾蘭爵士和邁克爾·波拉克共同創作。歌曲靈感來自班傑明與前女友的一次經歷。
〈慢慢接受〉於2018年5月25日發行，與艾莉希亞·卡拉的合唱版於2019年1月7日發行，與米凱爾·莫哈（Michaël Morin）合作的法語版在2020年6月19日發布。在合唱版發行當天班傑明在《詹姆斯·科爾登深夜秀》上首度現場表演歌曲。

## 專業評價
《告示牌》形容這是一首「脆弱的熱門歌曲」，則稱其為感人肺腑的頌歌。《滾石》的布蘭妮·斯帕諾斯（Brittany Spanos）讚賞卡拉的歌聲，她認為兩人的歌聲相互輝映，反映出這對關係的脆弱和失去它的恐懼。Ones to Watch的編輯表示〈慢慢接受〉是他們2018最喜歡的歌曲之一，班傑明透過優秀的寫詞能力和和弦讓聽眾體會到心碎的滋味，與艾莉希亞·卡拉合唱的版本更是讓歌曲上升到新的高度。

## 商業成績
〈慢慢接受〉是班傑明最成功的歌曲。在美國，〈慢慢接受〉成為班傑明首支登上Billboard Hot 100的歌曲，最高排名79名，在榜9周。其他國家方面，歌曲躋身各國音樂排行榜前40名，登上比利時、丹麥、芬蘭、墨西哥、挪威等榜單前十強。在捷克共和國，〈慢慢接受〉獲得電台百強單曲榜冠軍及百強數位單曲榜亞軍。
截至2020年5月，歌曲已累積超過6.4億串流次數。銷售認證方面，歌曲獲得加拿大四白金以及美國三白金唱片認證。

## 音樂錄影帶
〈慢慢接受〉的音樂錄影帶由麥特·斯溫斯基（Matt Swinsky）執導，於2018年6月4日發布。與艾莉希亞·卡拉共演的版本於隔年2月6日推出，导演为賈里德·荷根（Jared Hogan）。

## 曲目
- 數位下載[3]

1. "Let Me Down Slowly" – 2:49

- 數位下載[8]

1. "Let Me Down Slowly" (featuring Alessia Cara) – 2:49

## 榜單表現
| 榜單（2018–19年）                         | 最高 排名 |
| ----------------------------------------- | --------- |
| 澳大利亞（澳大利亞唱片業協會單曲榜）      | 56        |
| 奧地利（Ö3四十強單曲榜）                  | 47        |
| 比利時（Radio 2 Top 30）                  | 7         |
| 比利时佛兰德（Ultratop單曲榜）            | 4         |
| 比利時瓦隆（Ultratop單曲榜）              | 7         |
| 加拿大（Canadian Hot 100）                | 49        |
| 捷克共和國（電台百強單曲榜）              | 1         |
| 捷克共和國（百強數位單曲榜）              | 2         |
| 丹麥（Tracklisten） 艾莉希亞·卡拉版       | 6         |
| 芬蘭（芬蘭官方單曲榜）                    | 6         |
| 法國（法國唱片出版業公會單曲榜）          | 16        |
| 德國（德國官方單曲榜）                    | 40        |
| 匈牙利（四十強串流榜）                    | 17        |
| 愛爾蘭（愛爾蘭唱片協會榜）                | 17        |
| 義大利（意大利音乐产业联盟）              | 54        |
| 拉脫維亞（拉脱维亚表演者和制片人协会）    | 11        |
| 立陶宛（AGATA）                           | 13        |
| 馬來西亞（馬來西亞唱片業協會）            | 17        |
| 墨西哥（《告示牌》Mexico Ingles Airplay） | 8         |
| 荷蘭（荷蘭四十強單曲榜）                  | 19        |
| 荷蘭（百強單曲榜） 艾莉希亞·卡拉版        | 22        |
| 新西兰（新西兰官方音乐榜）                | 23        |
| 挪威（世界之路榜單）                      | 6         |
| 葡萄牙（葡萄牙唱片業協會）                | 12        |
| 蘇格蘭（官方榜單公司單曲榜）              | 41        |
| 新加坡（新加坡唱片業協會）                | 30        |
| 斯洛伐克（百強數位單曲榜）                | 19        |
| 斯洛文尼亚（SloTop50）                    | 17        |
| 西班牙（西班牙音樂製作協會）              | 94        |
| 瑞典（瑞典最熱榜） 艾莉希亞·卡拉版        | 38        |
| 瑞士（瑞士熱門音樂榜）                    | 20        |
| 英國（官方榜單公司單曲榜）                | 31        |
| 美國（《告示牌》Billboard Hot 100）       | 79        |

| 榜單（2019年）                     | 排名 |
| ---------------------------------- | ---- |
| 奧地利（Ö3四十強單曲榜）           | 69   |
| 比利时佛兰德（Ultratop單曲榜）     | 14   |
| 比利時瓦隆（Ultratop單曲榜）       | 23   |
| 加拿大（Canadian Hot 100）         | 98   |
| 丹麥（Tracklisten）                | 23   |
| 德國（德國官方單曲榜）             | 55   |
| 拉脫維亞（拉脫維亞音樂製造商協會） | 25   |
| 荷蘭（荷蘭四十強單曲榜）           | 76   |
| 荷蘭（百強單曲榜）                 | 60   |
| 新西兰（新西兰唱片音乐协）         | 50   |
| 葡萄牙（葡萄牙唱片業協會）         | 29   |
| 瑞典（瑞典最熱榜）                 | 83   |
| 瑞士（瑞士熱門音樂榜）             | 21   |

## 銷售認證
| 國家或地區                         | 認證    | 銷量       |
| ---------------------------------- | ------- | ---------- |
| 澳大利亞（澳大利亞唱片業協會）     | 2× 白金 | 140,000‡   |
| 奧地利（國際唱片業協會奧地利分會） | 2× 白金 | 60,000‡    |
| 比利時（比利時娛樂協會）           | 2× 白金 | 80,000‡    |
| 巴西（巴西唱片業協會）             | 2× 白金 | 80,000‡    |
| 加拿大（加拿大音樂協會）           | 4× 白金 | 320,000‡   |
| 丹麥（國際唱片業協會丹麥分會）     | 2× 白金 | 180,000‡   |
| 法國（法國唱片出版業公會）         | 鑽石    | 333,333‡   |
| 德國（聯邦音樂產業協會）           | 金      | 200,000‡   |
| 義大利（意大利音乐产业联盟）       | 1× 白金 | 70,000‡    |
| 荷蘭（荷蘭音像製品製作與進口協會） | 1× 白金 | 80,000‡    |
| 紐西蘭（紐西蘭唱片音樂協會）       | 1× 白金 | 30,000‡    |
| 挪威（國際唱片業協會挪威分會）     | 2× 白金 | 120,000‡   |
| 波蘭（波蘭音像製造商協會）         | 2× 白金 | 40,000‡    |
| 葡萄牙（葡萄牙唱片業協會）         | 2× 白金 | 20,000‡    |
| 瑞士（國際唱片業協會瑞士分會）     | 2× 白金 | 40,000‡    |
| 英國（英國唱片業協會）             | 1× 白金 | 600,000‡   |
| 美國（美國唱片業協會）             | 3× 白金 | 2,000,000‡ |
| ‡僅含認證的串流媒體+實際銷量       |         |            |

## 資料來源
1. ↑  . 華納音樂 Warner Music Taiwan YouTube 頻道. 2018-06-28  [2020-11-23]. （原始内容存档于2020-11-23） （中文）. .   [2020-11-23]. 原始内容存档于2020-11-23.
2. ↑  . SoundCloud.   [2020-11-16]. （原始内容存档于2020-11-16） （英语）.
3. 1 2 3  . Apple Music. 2018-05-25  [2019-12-24]. （原始内容存档于2020-12-16） （英语）.
4. ↑  蘇晟彥. . ETtoday新聞雲. 2020-01-31  [2020-11-15]. （原始内容存档于2020-11-15） （中文）.
5. ↑  Ainsley, Helen. . Official Charts Company. 2019-04-18  [2019-10-20]. （原始内容存档于2019-10-20） （英语）.
6. ↑  . Music Notes.   [2020-11-15]. （原始内容存档于2020-11-15） （英语）.
7. 1 2 3 4  Weatherby, Taylor. . Billboard. 2019-02-22  [2020-10-20]. （原始内容存档于2020-10-20） （英语）.
8. 1 2  . Apple Music. 2019-01-07  [2019-12-24]. （原始内容存档于2019-12-24） （英语）.
9. ↑  . Michaël Morin. 2020-06-19  [2020-11-16]. 原始内容存档于2021-03-18 （法语）..   [2020-11-16]. 原始内容存档于2020-11-16.
10. ↑  Bowsher, Allison. . MUCH.com. 2019-01-08  [2020-11-16]. （原始内容存档于2020-11-16） （英语）.
11. ↑  . LADYGUNN. 2018-06-04  [2021-02-27]. （原始内容存档于2021-02-27） （英语）.
12. ↑  Spanos, Brittany. . Rolling Stone. 2019-01-07  [2019-02-02]. （原始内容存档于2020-11-29） （英语）.
13. ↑  Polo, Maxamillion. . Ones to Watch. 2019-01-08  [2023-04-10]. （原始内容存档于2023-04-10） （英语）.
14. ↑  . Billboard.   [2020-11-25]. （原始内容存档于2020-11-25） （英语）.
15. 1 2  . IFPI Czech Republic.   [2022-09-26]. （原始内容存档于2022-09-26） （捷克语）.
16. 1 2  . IFPI Czech Republic.   [2022-09-26]. （原始内容存档于2022-09-26） （捷克语）.
17. ↑  Tracy, Brianne. . People. 2020-05-29  [2020-06-22]. （原始内容存档于2020-06-22） （英语）.
18. ↑  . Artistdirect. 2018-06-04  [2020-11-15]. （原始内容存档于2020-11-15） （英语）.
19. ↑  Wass, Mike. . Idolator. 2019-02-06  [2020-11-24]. （原始内容存档于2020-11-24） （英语）.
20. ↑   (PDF). Australian Recording Industry Association.   [2019-04-29]. （原始内容存档 (PDF)于2019-05-01） （英语）.
21. ↑  . Ö3 Austria Top 40.   [2020-11-16]. （原始内容存档于2020-11-16） （德语）.
22. ↑  . Vlaamse Radio- en Televisieomroeporganisatie.   [2020-11-16]. （原始内容存档于2020-11-16） （荷兰语）.
23. ↑  . Ultratop België (Vlaanderen).   [2020-02-07]. （原始内容存档于2020-02-07） （荷兰语）.
24. ↑  . Ultratop Belgique (Wallonie).   [2020-08-11]. （原始内容存档于2020-08-11） （法语）.
25. ↑  . Billboard.   [2019-04-19]. （原始内容存档于2019-04-19） （英语）.
26. ↑  . Hitlisten.NU.   [2019-09-22]. （原始内容存档于2019-09-22） （丹麦语）.
27. ↑  . Musiikkituottajat.   [2020-11-17]. （原始内容存档于2020-11-17） （芬兰语）.
28. ↑  . Syndicat National de l'Édition Phonographique.   [2020-11-17]. （原始内容存档于2020-11-17） （法语）.
29. ↑  . GfK Entertainment Charts.   [2020-11-17]. （原始内容存档于2020-11-17） （德语）.
30. ↑  . Magyar Hanglemezkiadók Szövetsége.   [2020-11-17]. （原始内容存档于2020-11-17） （匈牙利语）.
31. ↑  . Official Charts Company.   [2020-11-17]. （原始内容存档于2020-11-17） （英语）.
32. ↑  . Federazione Industria Musicale Italiana.   [2020-11-17]. （原始内容存档于2020-11-17） （意大利语）.
33. ↑  . LAIPA. 2019-04-12  [2020-10-20]. （原始内容存档于2020-10-20） （拉脱维亚语）.
34. ↑  . AGATA. 2019-04-12  [2020-11-18]. （原始内容存档于2020-11-18） （立陶宛语）.
35. ↑   (PDF). Recording Industry Association of Malaysia.   [2019-03-31]. （原始内容存档 (PDF)于2019-03-31） （英语）.
36. ↑  . Billboard. 2018-09-22  [2019-08-11]. （原始内容存档于2019-08-11） （英语）.
37. ↑  . Dutch Top 40.   [2020-10-17]. （原始内容存档于2020-10-17） （荷兰语）.
38. ↑  . Dutch Single Top 100.   [2020-11-18]. （原始内容存档于2020-11-18） （荷兰语）.
39. ↑  . Recorded Music NZ.   [2020-11-18]. （原始内容存档于2020-11-18） （英语）.
40. ↑  . VG-lista.   [2020-11-18]. （原始内容存档于2020-11-18） （挪威语）.
41. ↑  . AFP Top 100 Singles.   [2020-11-18]. （原始内容存档于2020-11-18） （英语）.
42. ↑  . Official Charts Company.   [2020-11-18]. （原始内容存档于2020-11-18） （英语）.
43. ↑   (PDF). Recording Industry Association (Singapore).   [2019-03-25]. （原始内容 (PDF)存档于2019-03-25） （英语）.
44. ↑  . IFPI Czech Republic.   [2022-09-26]. （原始内容存档于2022-09-26） （捷克语）.
45. ↑  . SloTop50.   [2020-11-18]. （原始内容存档于2021-02-27） （斯洛文尼亚语）.
46. ↑  . Productores de Música de España.   [2020-11-18]. （原始内容存档于2020-11-18） （西班牙语）.
47. ↑  . Sverigetopplistan.   [2020-09-12]. （原始内容存档于2020-09-12） （瑞典语）.
48. ↑  . Swiss Singles Chart.   [2020-10-18]. （原始内容存档于2020-10-18） （英语）.
49. ↑  . Official Charts Company.   [2020-10-11]. （原始内容存档于2020-10-11） （英语）.
50. ↑  . Billboard.   [2019-09-21]. （原始内容存档于2019-09-21） （英语）.
51. ↑  . Ö3 Austria Top 40.   [2020-07-24]. （原始内容存档于2020-07-24） （德语）.
52. ↑  . Ultratop België (Vlaanderen).   [2020-04-08]. （原始内容存档于2020-04-08） （荷兰语）.
53. ↑  . Ultratop Belgique (Wallonie).   [2020-03-22]. （原始内容存档于2020-03-22） （法语）.
54. ↑  . Billboard.   [2019-12-06]. （原始内容存档于2019-04-17） （英语）.
55. ↑  . Hitlisten.   [2020-01-15]. （原始内容存档于2020-01-14） （丹麦语）.
56. ↑  . GfK Entertainment Charts.   [2020-11-14]. （原始内容存档于2020-11-14） （德语）.
57. ↑  . LaIPA（義大利語：Latvijas Izpildītāju un producentu apvienība）.   [2020-01-03]. （原始内容存档于2020-01-03） （拉脱维亚语）.
58. ↑  . Dutch Top 40.   [2020-04-08]. （原始内容存档于2020-04-08） （荷兰语）.
59. ↑  . 荷蘭百大單曲榜.   [2020-04-08]. （原始内容存档于2020-04-08） （荷兰语）.
60. ↑  . Recorded Music NZ.   [2019-12-21]. （原始内容存档于2020-04-25） （英语）.
61. ↑   (PDF). Associação Fonográfica Portuguesa: 32.   [2020-10-01]. （原始内容存档 (PDF)于2020-10-01） （葡萄牙语）.
62. ↑  . Sverigetopplistan.   [2020-10-20]. （原始内容存档于2020-10-20） （瑞典语）.
63. ↑  . Swiss Singles Chart.   [2020-11-03]. （原始内容存档于2020-11-03） （英语）.
64. ↑  . Australian Recording Industry Association.   [2020-07-22]. （原始内容存档于2020-07-22） （英语）.
65. ↑  . IFPI Austria. 2023-01-24  [2023-04-10]. （原始内容存档于2023-04-10） （德语）.
66. ↑  . Ultratop België (Vlaanderen).   [2020-02-22]. （原始内容存档于2020-02-22） （荷兰语）.
67. ↑  . Associação Brasileira dos Produtores de Discos.   [2020-11-13]. （原始内容存档于2020-11-13） （葡萄牙语）.
68. ↑  . Music Canada. 2021-05-25  [2023-04-10]. （原始内容存档于2023-04-10） （英语）.
69. ↑  . IFPI Denmark.   [2023-04-10]. （原始内容存档于2023-04-10） （丹麦语）.
70. ↑  . Syndicat National de l'Édition Phonographique.   [2020-11-13]. （原始内容存档于2020-11-13） （法语）.
71. ↑  . Bundesverband Musikindustrie.   [2020-11-13]. （原始内容存档于2020-11-13） （德语）.
72. ↑  . Federazione Industria Musicale Italiana.   [2023-04-10]. （原始内容存档于2023-04-10） （意大利语）. 在「Filtra」欄位輸入「Let Me Down Slowly」
73. ↑  . NVPI.   [2020-05-20]. （原始内容存档于2020-05-20） （荷兰语）. （在欄位打上「Alec Benjamin」搜尋）
74. ↑  . Recorded Music NZ.   [2020-11-13]. （原始内容存档于2020-11-13） （英语）.
75. ↑  . IFPI Norway.   [2021-10-07]. （原始内容存档于2021-10-07） （挪威语）.
76. ↑  . Polish Society of the Phonographic Industry.   [2020-11-03]. （原始内容存档于2020-11-03） （波兰语）.
77. ↑   (PDF). Associação Fonográfica Portuguesa.   [2021-07-16]. （原始内容存档 (PDF)于2021-07-16） （葡萄牙语）.
78. ↑  . IFPI Switzerland.   [2020-05-15]. （原始内容存档于2020-05-15） （英语）.
79. ↑  . British Phonographic Industry. 2021-04-16  [2021-10-28]. （原始内容存档于2021-10-28） （英语）.
80. ↑  . Recording Industry Association of America. 2022-07-18  [2023-04-10]. （原始内容存档于2023-04-10） （英语）.

## 外部連結
- 豆瓣音乐上《慢慢接受》的資料 （简体中文）